# Hr.Ms. Jacob van Heemskerck (1908)
Hr. Ms. Jacob van Heemskerck was een Nederlands pantserschip dat op de Rijkswerf in Amsterdam was gebouwd. De kiel werd gelegd op 15 augustus 1905 en de tewaterlating was op 22 september 1906. Aangezien een Duitse inval werd verwacht, werd het schip versneld afgebouwd, een aantal inspecties werden niet uitgevoerd en het proefdraaien van de machines gebeurde terwijl het schip aan de kade lag. Het werd in dienst gesteld op 22 april 1908.

## Specificaties
De bewapening van het schip bestond uit twee enkele 240 mm kanonnen, zes enkele 150 mm kanonnen, zes enkele 75 mm kanonnen en twee 450 mm torpedobuizen. Het pantser langs de zij van de romp was 150 mm dik en het pantser rond de geschuttorens 200 mm dik. Het schip was 98 meter lang, 15,19 meter breed en had een diepgang van 5,69 meter. De waterverplaatsing bedroeg 4920 ton. De motoren van het schip leverden 6400 pk waarmee een snelheid van 16,5 knopen gehaald kon worden. Het schip werd bemand door 340 man.

## Diensthistorie
Het schip werd op 22 september 1906 te water gelaten en werd gedoopt door prins Hendrik. Op 22 april 1908 werd de Jacob van Heemskerck in dienst genomen.
In mei 1899 werd José Cipriano Castro president van Venezuela. Een van zijn eerste daden was het verhogen van de douanetarieven tot 30% op alle import uit het Verenigd Koninkrijk en de Nederlandse Antillen, wat zijn voorganger Antonio Guzman Blanco in 1881 ook al had geprobeerd. De verhoging legde de handel met Curaçao volledig lam. In 1901 stuurden Duitsland, het Verenigd Koninkrijk en Italië al schepen naar de Venezolaanse kust om de havens te blokkeren, maar na drie maanden werd de blokkade weer opgeheven. Nederland had Hr. Ms. Koningin Regentes gestuurd maar onderweg was haar opdracht gewijzigd omdat de vulkaan Mont Pelée op het Franse eiland Martinique was uitgebarsten en daar hulp moest worden verleend. De eerste Castrocrisis ging over in ruil voor meer invloed van de Amerikanen.
De tweede Castrocrisis was in 1908. In- en uitvoer werd geblokkeerd, er werd gezegd dat er een pest-epidemie heerste. In 1908 stuurde Nederland de Jacob van Heemskerck, de De Ruyter, de Friesland, de Utrecht en de Gelderland naar Venezuela om voor de kust te patrouilleren en de havens te blokkeren. Castro werd in november ziek en ging naar Duitsland om aan zijn blaas geopereerd te worden. Zijn vicepresident Juan Gomez riep zichzelf op 19 december uit tot president. Op 22 december werd de blokkade opgeheven. Castro overleefde zijn ziekte. Hij probeerde terug te keren maar werd verbannen.
In 1908 werd Willem Anne Mouton de eerste commandant van het schip.
Op 16 mei 1910 vertrok het schip vanuit IJmuiden naar Sheerness om prins Hendrik naar de begrafenis van Eduard VII te brengen, die op 20 mei plaatsvond. Het laatste deel van de reis werd het schip begeleid door vijf Britse torpedoboten.

Tijdens een Belgisch staatsbezoek aan Nederland in 1910, brachten Albert I van België en diens echtgenote Elisabeth op 17 september een bezoek aan de Jacob van Heemskerck die samen met de Friesland, Piet Hein, Evertsen, O 1 en ander oorlogsschepen op het IJ lagen.
Op 24 juni 1911 vertrok het schip vanuit Den Helder voor een vlootschouw op 27 juni bij Spithead nabij Portsmouth ter gelegenheid van de kroning van George V van het Verenigd Koninkrijk.
Op 17 mei 1917 pikte het schip samen met de logger Zorg en Vlijt de bemanning op van de door een Duitse onderzeeboot aangehouden en tot zinken gebrachte loggers Mercurius en Jacoba op 50 zeemijl voor de kust van IJmuiden.

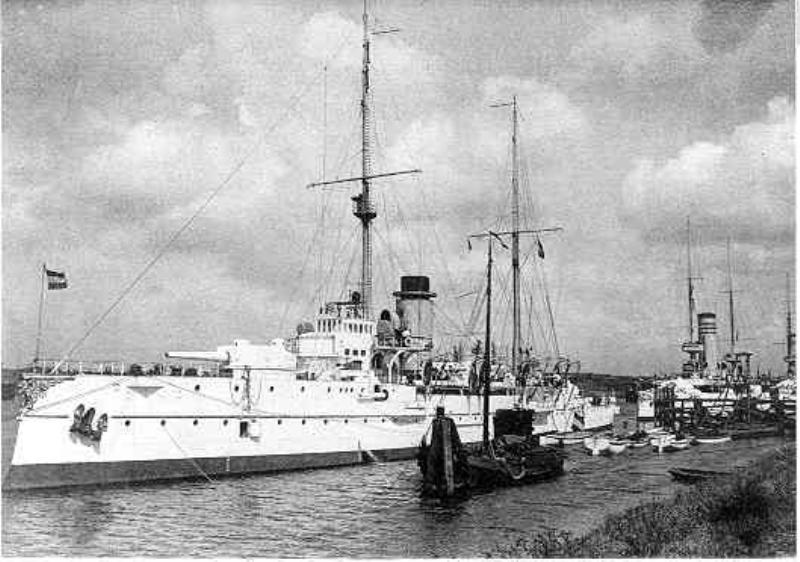
Pantserschip Jacob van Heemskerck ca. 1910

### Oorlogsjaren
Het schip werd op 19 april 1939 in gebruik genomen als drijvend geschutsplatform in IJmuiden onder de naam Batterijschip IJmuiden. Op 1 september 1939 werd luitenant-ter-zee 1ste klasse A.C.H. Kuyck kapitein. De bemanning bracht op 14 mei 1940 het schip tot zinken om te verhinderen dat de Duitsers het schip zouden innemen.

Het schip werd op 16 juli 1940 door de Duitsers gelicht en op 24 juli 1940 naar Amsterdam gesleept. Vervolgens werd het schip in maart 1941 naar Kiel versleept. Daar werd het schip bij Howaldtswerke van april 1942 tot augustus 1943 omgebouwd tot een drijvende batterij voor luchtdoelgeschut. Er werd bewapening aangebracht (8 x 105mm, 4 x 37mm en 16 x 20mm) en het schip kreeg de naam Undine. Het schip beschikte niet over motoren zodat het schip overal naartoe gesleept moest worden. Er was alleen een generator aan boord die voor de benodigde elektriciteit zorgde.
In september 1943 werd het schip officieel weer in dienst gesteld. Het werd vlak bij Peenemünde gestationeerd om het daar aanwezige onderzoekcentrum voor V-wapens te beschermen tegen luchtaanvallen. In de herfst van 1944 werd het schip verplaatst naar Pölitz om daar de luchtverdediging te ondersteunen.

### Na de oorlog
Na de oorlog werd de Undine in Wilhelmshaven teruggevonden en aan Nederland teruggegeven. Op de Rijkswerf in Amsterdam werd ze omgebouwd tot logementsschip. Op 23 februari 1948 kwam het schip weer in dienst, nu als Hr. Ms. Neptunus. Op 13 september 1974 werd zij uit dienst genomen en op 11 mei 1975 verkocht om te worden gesloopt.